# Kruger House

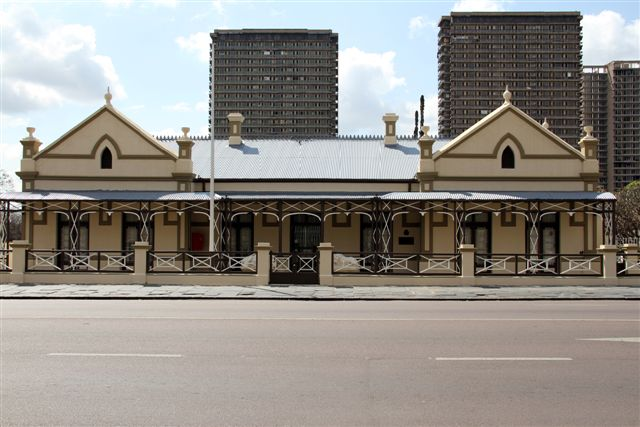
Kruger House, casa de Kruger, en Pretoria.

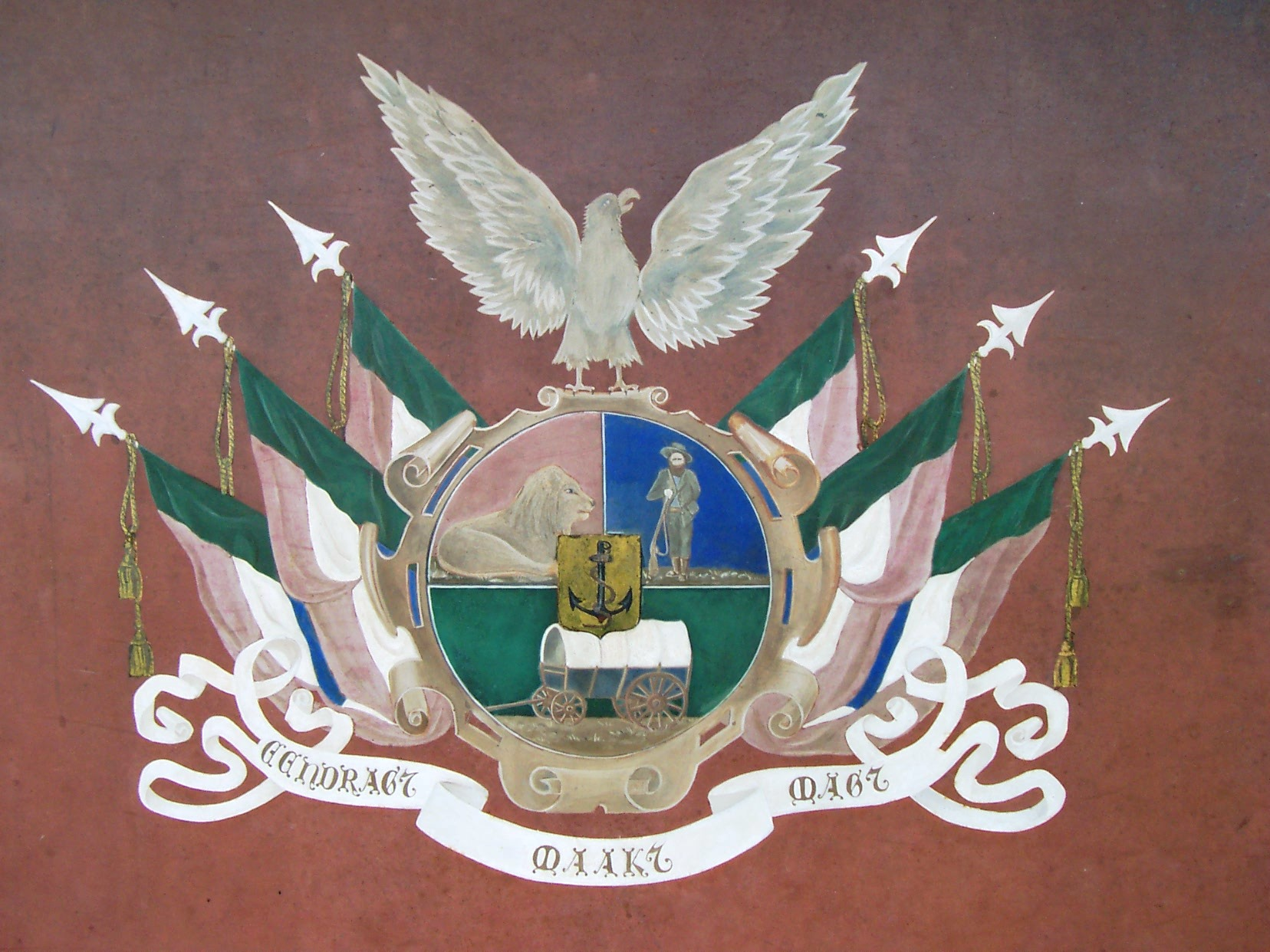
Escudo de la República de Sudáfrica exhibido en el carruaje de Kruger.

Kruger House es la histórica residencia en Pretoria de Paul Kruger, Presidente de la República de Sudáfrica y líder Afrikáner. Fue edificada en 1884 por el arquitecto Tom Claridge y el constructor Charles Clark. Fue utilizada leche, en lugar de agua, para mezclar el cemento con el que se construyó la casa, ya que el cemento disponible era de baja calidad. La Casa fue también una de las primeras en Pretoria en iluminarse por electricidad. La casa conserva mobiliario y objetos originales del mismo período histórico, algunos de los regalos obsequiados a Kruger, así como otros objetos de recuerdo. Otro aspecto interesante de la casa son dos leones de piedra en la veranda que fueron obsequiados al Presidente Kruger como regalo de cumpleaños el 10 de octubre de 1896 por el magnate minero Barney Barnato.
La Kruger House es actualmente un museo que trata de recrear el ambiente del período en que vivió Kruger.